# Mytilina crassipes
Mytilina crassipes is een raderdiertjessoort uit de familie Mytilinidae. De wetenschappelijke naam van deze soort is voor het eerst geldig gepubliceerd in 1912 door Lucks.